# Gagman
Gagman je československý komediální televizní seriál, který v letech 1986–1987 natočil režisér Juraj Herz. Vzhledem k poměrně krátké celkové stopáži byl ze seriálu sestříhán i film. Protože však seriál koprodukovala i tehdy západoněmecká společnost OKO-Film München, a režisér krátce po dokončení práce tamtéž emigroval, byl seriál v Československu uveden pouze jednou v květnu a červnu 1988 a film nebyl distribuován vůbec.
Na území ČR se veřejné předvádění díla (v televizi, kinech apod.) prakticky nekoná – nejsou zmínky o tom, že by někdo zakoupil autorská práva. Naopak na Slovensku je seriál uváděn poměrně běžně, například byl reprízován Slovenskou televízií na přelomu let 2009/2010 na „Dvojke“ (dříve STV 2).

## Děj
Seriál popisuje dobu „zlatého věku americké grotesky“ - vznik němých zábavných filmů a to, jak zobrazují úsměvné příhody z reálného života i naprosto absurdní situace. Je zachycen také úpadek mnohých filmových společností po vynálezu zvukového filmu a pozdější retrománie 60. let, která nastala po uvedení střihového filmu Když komedie byla králem v roce 1960.
V seriálu je důsledně dodržována stylizace do autentické podoby němých grotesek a laskavá ironie žánru (např. jízda kamery odhaluje v záběru domy „skutečného“ městečka Jollywoodu jako filmovou dekoraci). Hojně jsou parodovány i slavné pojmy - skupina přihlouplých strážníků Keystone Cops, slavné šlehačkové bitvy a také slavné filmové studio Macka Sennetta.
Seriál přímo těží z výborného pantomimického umění herce Borise Hybnera, který si zahrál hlavní postavu tuláka a gagmana Ala.

## Obsazení
| Boris Hybner            | Al - tulák a gagman                                                           |
| Jiří Lír                | portýr biografu Rialto                                                        |
| Zdeněk Dítě             | zlý muž; holič; barman; "jako" Oliver Hardy                                   |
| Helena Růžičková        | manželka zlého muže                                                           |
| Jan Kanyza              | Leopold Dewsburry - policejní seržant                                         |
| Jaroslava Kretschmerová | dáma z automobilu; uchazečka o práci herečky; herečka konkurenční společnosti |
| Jiří Růžička            | reklamní pracovník; syn zlého muže                                            |
| Tereza Pokorná          | Joya - nezadané mladé děvče ze staré Evropy                                   |
| Radan Rusev             | chlípný zřízenec dostavníku                                                   |
| Gabriela Wilhelmová     | hlavní počestná dáma                                                          |
| Juraj Herz              | Mark Benneth - majitel filmové společnosti Gagstone                           |
| Vlastimil Bedrna        | Speedy - komorník, řidič a jeden z herců Marka Bennetha                       |
| Rudolf Papežík          | strážník; "jako" Ben Turpin                                                   |
| Jan Přeučil             | režisér konkurenční společnosti                                               |
| Zdeněk Srstka           | bankovní lupič                                                                |
| Jaroslav Čejka          | "jako" Charlie Chaplin                                                        |
| Vítězslav Bouchner      | "jako" Stan Laurel                                                            |
| Jaroslav Heyduk         |                                                                               |
| Josef Platz             |                                                                               |
| Zdena Sajfertová        |                                                                               |
| Richard Rýda            |                                                                               |
| Milan Charvát           |                                                                               |
| Miroslav Frydlewicz     |                                                                               |
| Josef Chotěšovský       |                                                                               |
| Pavel Ždichynec         |                                                                               |
| Michal Dufek            |                                                                               |
| Vladimír Tausinger      |                                                                               |
| Jiří Ployhar            |                                                                               |
| Zdeněk Tomeš            |                                                                               |
| Jan Kuchař              |                                                                               |
| Kateřina Kotýnková      |                                                                               |

## Seznam dílů

### 1. Tulák
Horké léto roku 1913. Ve fiktivním americkém městečku Gagstone na předměstí Jollywoodu se tulák Al snaží zadarmo dostat do biografu Rialto. Nakonec se mu to povede, ale způsobí tím rozruch mezi diváky a je nucen opustit sál únikem přes promítací plátno. Snaží se získat zaměstnání - nejprve holiče, pak barmana, ale v obou profesích udělá víc škody než užitku a navíc se znelíbí strážníkovi Dewsburrymu. Do toho přijíždí do města počestná švédská dívka Joya, která hledá ženicha - její touha po vdavkách je však prudérními Američany pochopena zcela jinak a Joyu začne pronásledovat místní spolek počestných dam. Al získá práci jako kamelot, ale po nemilé příhodě v parku ho opět začne honit strážník Dewsburry. V přestávce mezi úprkem se stihne Al seznámit s Joyou a poradit jí, aby se stala herečkou. Krátce poté Dewsburry způsobí zmatek na ragbyovém stadionu a jeho samotného tak začnou pronásledovat rozzuření hráči i diváci. Díl vrcholí mohutnou honičkou všech zúčastněných - první utíká Joya, následují ji počestné dámy, Al, Dewsburry, ragbisté, fanoušci, strážníci a ostatní občané Gagstonu.

### 2. Gagstone
Al opět zadarmo pronikne do kina Rialto, kde se seznámí s Mackem Bennethem - majitelem filmové společnosti Gagstone. Benneth ho angažuje jako gagmana a osobního poradce. Al se nachomýtne ke konkursu na novou herečku, kde doporučuje Joyu - ta při zkoušce způsobí zmatek, čímž se Bennethovi zalíbí a učiní z ní hvězdu. Oslava Joyiných narozenin se zvrhne v dortovou přestřelku a Benneth tak je inspirován k tomu, aby na stříbrné plátno proniklo téma šlehačkových bitev. Předváděná dortová přestřelka je tak intenzivní, že dorty létají i z plátna biografu mezi diváky. Ti tak zanevřou na Bennetha a jeho společnost Gagstone krachuje. Benneth se pokouší o sebevraždu, kterou se mu pokouší rozmluvit Al oblečený do uniformy seržanta Dewsburryho - ten si na něj zavolá posilu z okrsku a krátce nato je Gagstone zachráněn novým filmařským tématem: skupinou přitroublých gagstonských strážníků.

### 3. Hvězda
Rok 1916. Alovi s Joyou se opět podařilo dostat podfukem do kina, kde zhlédnou film "Rozbitý budík". Společnost Gagstone prosperuje, ale Benneth se chce stát klasikem stříbrného plátna a proto se mu příliš nelíbí Alovy komediální scénáře - touží po větším umění. Alovi jako herci však daří udělat nechtěnou komedii i z Hamleta, MacBetha či Napoleona Velikého. Al je proto vyslán na výzvědy ke konkurenci a přináší tak nová témata - orientální drama však při pokusu o realizaci opět skončí jako groteska, natáčení westernu překazí v exteriérech konkurence a v ateliéru neumění seržanta Dewsburryho a při natáčení hororu Frankenstein má Al tak dokonalou masku, že se celý filmový štáb krom Dewsburryho vyděsí a uteče. Benneth zanevře na klasická dramata a chce se dál věnovat už jen lehčímu žánru, ale Spojené státy vzápětí vstoupí do války a skoro všichni ze společnosti Gagstone odcházejí na frontu.

### 4. Policajt
V roce 1917 se Al opět zadarmo dostane do kina Rialto - je válka, kam byl odveden i personál kina a nemá tak ani kdo promítat. Celý Jollywood se rozplývá dojetím a tak se nezaměstnaný Al rozhodne jít také do války, ale u odvodu způsobí takový zmatek, že je proti své vůli z armády navždy vyřazen. Víceméně náhodou pak přivede na strážnici hledaného zločince a je veřejně pochválen náčelníkem stanice - ten ho dává za příklad ostatním tak dlouho, až se na Ala naštvou všichni ostatní strážníci a dělají si s Alem naschvály, které vyvrcholí poté, co se Al stane velitelovým zástupcem a ostatní strážníky důkladně drezíruje. V době jeho volna banda kriminálníků přepadne strážnici, osvobodí zatčeného a ukradne i uniformy. Zatímco se Al stane písařem, připraví náčelník tajnou akci, ale Al všechny své kolegy v civilu zatkne. Al nakonec riskantním postupem dostane za mříže celou zločineckou bandu, ale zásluhy jsou přičteny ostatním strážníkům. Brzy poté se konkurenční filmová společnost rozhodne natočit policejní zásah, ale režisér je spokojen až poté, co Al svou aktivitou způsobí skutečnou honičku strážců zákona s jeho narušiteli.

### 5. Smolař
Rok 1918 - nezaměstnaný Al si v kině Rialto vydělá první dolar tím, že se stane pokladním, uvaděčem a promítačem pro zlého muže a jeho ženu a pustí jim film "Muž na šlích". Kino se mezitím začne plnit vojáky - skončila válka, muži se vrátili domů, všichni jsou šťastní a i Bennethova společnost Gagstone obnovuje činnost. Alovy nápadité scénáře jsou terčem zájmu konkurence (Guster Beaton, Charlie Joplin atd.) - Al objevuje témata drama s katem, milence pod postelí, dámy s psíčkem v altánu či zlobivého chlapce Al Caponeho. Nepovede se mu však shánění amatérské herečky - na plac se přivalí taková horda žen, že převálcují všechnu techniku i personál. Přes tyto drobné těžkosti společnost Gagstone natáčí na plné obrátky, má vlastní orchestr, obrovské studio s mnoha dekoracemi a množství písařek scénářů. Gagstone dosahuje vrcholu úspěšnosti a distributoři platí horentní sumy za filmy. V Bennethově koupelně se koná velká oslava, ale kromě společné vlahé sprchy v široké Bennethově vaně dojde vzápětí ke "studené sprše" - slavní Gagstonovci zhlédnou v kině Rialto první zvukový film. S novinkou se filmová společnost se nedokáže vyrovnat a definitivně krachuje.

### 6. Hvězdný prach
Po čtyřiceti letech se zestárlý tulák Al před kinem Rialto setkává s řadou někdejších známých - pozná ho však jen starý portýr kina a pozve ho do kina na projekci starých slavných filmů. Al se však rozčílí poté, co se na plátně objeví groteska s trucujícím automobilem, kterou nikdy nenatočil - použije svůj starý trik "vstoupení do obrazu" a záhy tuláka na plátně demaskuje jako převlečené děvče. Vzápětí ho chce předvést stárnoucí policista Dewsburry, ale Ala zahlédne nestárnoucí Joya a rozhodnou se spolu navštívit chátrající studia Gagstone, kde živoří sešlý majitel Benneth. Najmou si taxík, řízený podnapilým Speedym, a jejich zběsilou jízdu zkouší sledovat Dewsburry - v dešti mu však selže motocykl a tak za nimi vyrazí na jízdním kole. Al s Mackem se přivítají, Joya se Speedym obstarají hostinu, ale zanedlouho dojde k rozepři kvůli gramodesce. Al s Mackem si začnou dělat naschvály a jejich hádka vyvrcholí zničením Dewsburryho bicyklu. Do dusné atmosféry náhle vtrhnou novináři a filmoví producenti - náhodná projekce staré grotesky v Rialtu diváky zaujala a lidé jsou lační starých filmů. Al i Mack tedy mají finančně zajištěnou budoucnost - ale pro staré pány je to už příliš pozdě a tak jen smutně mávají na rozloučenou nestárnoucí Joye, která dosud nenašla manžela...

## Technické poznámky
V seriálu jsou obrazově přísně oddělovány záběry ze „skutečného“ gagmanova života (běžný barevný obraz) a záběry ze "skutečných" filmů a grotesek (monochromatický barevný nádech, zpravidla ve žlutém nebo azurovém odstínu - obdobně jako film Limonádový Joe aneb Koňská opera). Zvuk je „němý“ - děj je podkreslen scénickou hudbou a zvukovými efekty. Část děje je o třetinu zrychlená, aby tak byl nasimulován rozdíl mezi tehdy standardním posuvem filmu 16 obr/s a novější normou 24-25 obr/s.
Dortová přestřelka, která probíhá mezi 14. a 22. minutou druhého dílu, bývá označována za největší šlehačkovou bitvu v historii československého filmu.

## Soundtrack
Po roce 1990 vyšlo několik alb hudebního skladatele Petra Hapky, které obsahují i motivy ze seriálu.